# Bolbocaffer politum
Bolbocaffer politum är en skalbaggsart som beskrevs av John Obadiah Westwood 1848. Bolbocaffer politum ingår i släktet Bolbocaffer och familjen Bolboceratidae. Inga underarter finns listade.